# Сирен великий
Сирен великий (Siren lacertina) — вид земноводних з роду Сирен родини Сиренові. Інша назва «сирен озерний».

## Опис
Загальна довжина досягає 95 см, вага — 55—1000 г. Голова витягнута, масивна. Очі розташовані під шкірою і ледь помітні. Тулуб довгий, вугреподібний з рудиментарними передніми лапами з 4-ма пальцями. Має 3 пари невеликих зябер. Забарвлення коливається від світло-коричневого до чорного. Черево сіре або жовте.

## Спосіб життя
Полюбляє болота, ставки, озера, стариці. Під час посухи заривається у мул. Активний уночі. Харчується кільчастими хробаками, комахами, равликами, дрібною рибою.
Відкладання яєць відбувається у лютому-березні. Самиця відкладає до 500 яєць. Личинки з'являються через 2 місяці.
Тривалість життя до 25 років.

## Розмноження
Мешкає у США: округ Колумбія, штати Вірджинія, Північна Кароліна, Південна Кароліна, Джорджія, Алабама і Флорида, південному Техасі а також у на півночі штату Тамауліпас (Мексика).